# علی میرزا ظل‌السلطان
علی میرزا ظل‌السلطان (۲۶ بهمن ۱۱۷۴ – ۱۲۳۴) ملقب به علی‌شاه و عادل‌شاه یکی از شاهزادگانِ قاجار و فرزندِ فتحعلی‌شاه و آسیه‌خانم دولو بود. 

## زندگی
علی میرزا در ۶ شعبان ۱۲۱۰ از زن عقدی فتحعلی‌شاه قاجار، آسیه خانم دولو (دختر فتحعلی خان دولو) زاده شد. وی پسر دهم فتحعلی شاه و برادر تنی عباس میرزا نایب‌السلطنه بود.
در سال ۱۲۳۲ ه‍.ق حاکم تهران شد و اندکی بعد نیز حکومت یزد نیز به او سپرده شد. در سال ۱۲۴۹ قمری هنگامی که عباس میرزا درگذشت تلاش زیادی کرد تا فتحعلی شاه او را به عنوان ولیعهد منصوب کند، اما فتحعلی شاه به علت علاقهٔ زیادی که به عباس میرزا داشت، فرزند او محمد میرزا (محمد شاه) را به ولایت عهدی برگزید.
در جمادی‌الاول ۱۲۵۰ فتحعلی شاه برای سرکشی به امور فارس راهی شیراز شد، اما در ۱۹ جمادی‌الثانی ۱۲۵۰ در سعادت‌آباد اصفهان درگذشت. علی میرزا در این موقع در تهران بود و توسط عبدالله خان امین‌الدوله صدر اعظم از مرگ پدر خویش آگاه شد. او هنگامی که خبر مرگ پدر خود را شنید درباریان و شاهزادگان قاجار را به دور خویش جمع کرد و اعلام کرد قصد تاجگذاری دارد. او در این راه با بذل و بخشش‌های زیادی که کرد توانست درباریان قاجار را با خود همراه سازد و در ۱۴ رجب ۱۲۵۰ با نام عادل شاه تاجگذاری کرد. او برادر خود رکن‌الدوله را به شریک‌السلطنه ملقب گردانید و به پاس اقدامات میرزا ابوالحسن خان شیرازی او را در مقام وزارت خارجه ابقا نمود.
میرزا ابوالقاسم قائم‌مقام فراهانی وزیر محمد میرزا به محض شنیدن این خبر به همراه سفرای روس و انگلیس از تبریز به تهران حرکت کردند تا محمد شاه را بر تخت شاهی بنشانند، در جنگی که در نزدیکی تهران بین دو سپاه درگرفت، علی شاه شکست خورد. به دنبال این شکست، علی شاه ظل‌السلطان نزد محمد شاه آمد و از او طلب بخشش کرد، محمد شاه نیز او را بخشید و او را در قلعهٔ اردبیل زندانی کرد. میرزا ابوالحسن خان هم که در تحریک ظل‌السلطان نقش زیادی داشت به حرم حضرت عبدالعظیم پناهنده شد. حکومت علی شاه حدود ۹۰ روز بیشتر طول نکشید.

## فرزندان
- سیف‌الملوک میرزا(فرزند ارشد)
- شجاع‌الدوله
- فاطمه سلطان خانم، همسر میرزا بزرگ متولی آستانه حضرت عبدالعظیم و مادر میرزا ابوالحسن متولی[۷]